# Sericostoma subaequale
Sericostoma subaequale is een schietmot uit de familie Sericostomatidae. De soort komt voor in het Palearctisch gebied.